# Colin Kolles

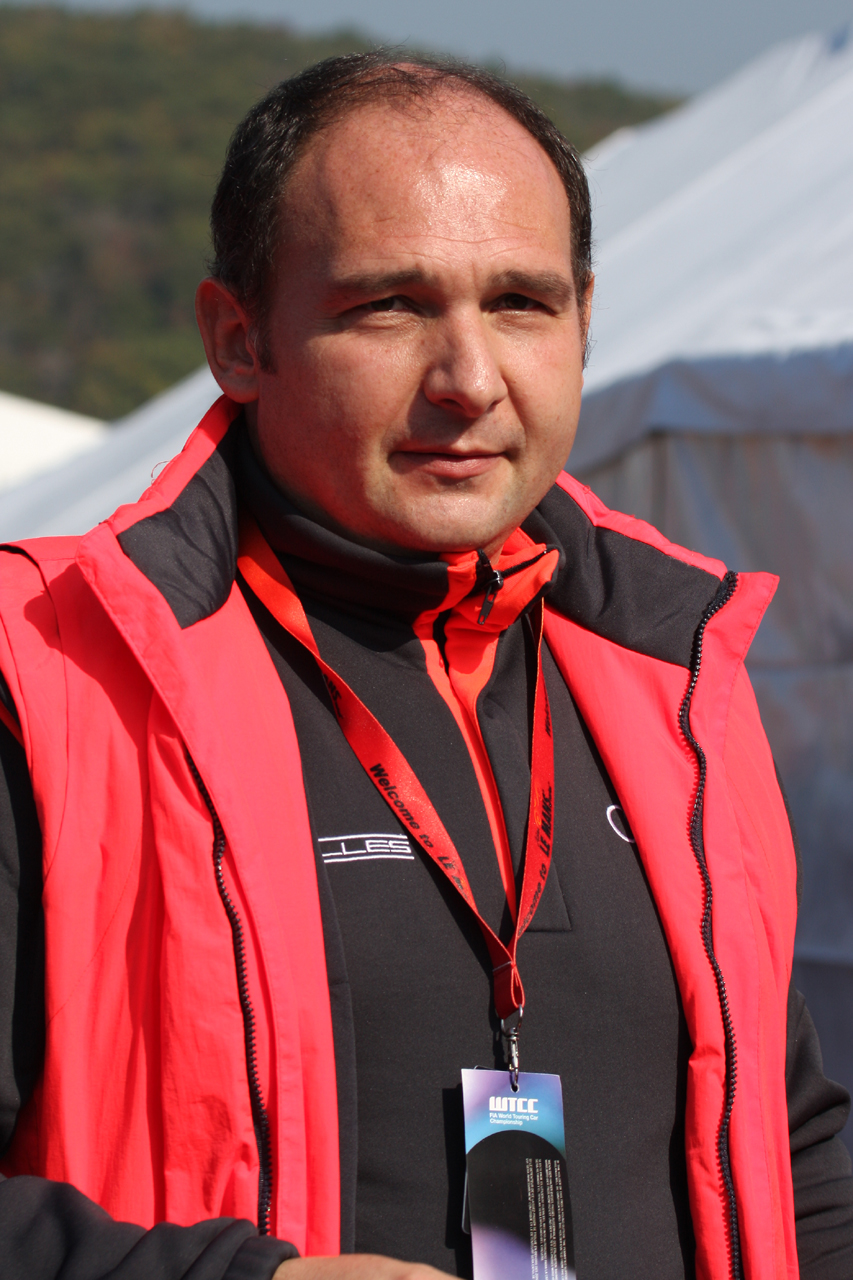
Colin Kolles

Colin Kolles (Timișoara, Roemenië, 1967) was manager van het Force India F1 team en het ter ziele gegane Hispania Racing Team.

## Opleiding
Colin Kolles was net als zijn vader tandarts van beroep voordat hij overstapte naar zijn huidige rol in de Formule 1. In de paddock wordt daarom nog weleens een beroep gedaan op deze vaardigheden. Zo hielp hij in 2005 voor de Turkse grandprix Tiago Monteiro nog met zijn kiespijn.

## Formule 1 loopbaan
De afgelopen jaren was hij 'Managing Director' bij achtereenvolgens Midland F1 en Spyker F1. Na de overname van Spyker F1 door Force India F1 Team is hij wederom aangebleven in deze functie. Kolles kwam de Formule 1 in tijdens de overname van Jordan door Alex Shnaider. Alex Shnaider doopte Jordan om in Midland F1 en stelde Kolles aan als 'Managing Director' van Midland F1 (19 januari 2007).